# Efeito de rede

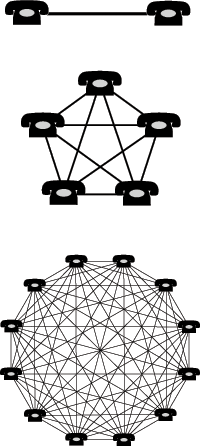
Diagrama exemplificativo do efeito de rede em algumas redes telefónicas simples. As linhas representam potenciais chamadas entre telefones.

Em economia e negócios, um efeito de rede (também designado externalidade de rede ou procura de economias de escala) é o efeito que um utilizador de um bem ou serviço tem sobre o valor do produto para outros utilizadores. Quando o efeito de rede estiver presente, o valor de um produto ou serviço depende do número de utilizações de outras pessoas.
O exemplo clássico é o telefone. Quanto mais telefones têm as pessoas, mais valioso se torna o telefone para cada proprietário. Isso cria uma externalidade positiva porque um utilizador pode comprar um telefone sem a intenção de criar valor para os outros utilizadores, mas acaba por fazê-lo de qualquer forma. As redes sociais online funcionam da mesma forma, com sites como Twitter, Facebook e Google+, tornando-se mais úteis quantos mais utilizadores aderirem.
A expressão "efeito de rede" é aplicada mais comumente a externalidades positivas, como no caso do telefone. Externalidades de rede negativas também podem ocorrer onde os utilizadores podem produzir maior quantidade de um produto de menor valor, mas são mais vulgarmente referidos como "congestionamentos" (como em congestionamentos de trânsito ou congestionamento de rede).
Ao longo do tempo, os efeitos positivos de rede podem criar um efeito de movimento assim que a rede se torna mais valiosa e mais pessoas se juntarem, num ciclo de feedback positivo.

## Origens
Os efeitos de rede eram um tema central nos argumentos de Theodore Vail, o primeiro presidente do cargo de patente da Bell Telephone, no ganho de um monopólio sobre os serviços telefónicos dos EUA. Em 1908, quando apresentou o conceito no relatório anual de Bell, havia mais de 4.000 centrais telefónicas locais e regionais, a maioria das quais acabaram por ser incorporadas no Sistema Bell. A economia de efeitos de rede foi apresentada num artigo do empregado de Bell, N. Lytkinsm, em 1917.[carece de fontes?]
A teoria económica do efeito de rede avançou significativamente entre 1985 e 1995 pelos investigadores Michael L. Katz, Carl Shapiro, Farrell Joseph e Garth  Saloner.[carece de fontes?]
Os efeitos de rede foram popularizados por Robert Metcalfe, conhecidos como lei de Metcalfe. Metcalfe foi um dos co-inventores da Ethernet e um co-fundador da empresa 3Com. Ao vender o produto, Metcalfe argumentou que os clientes precisavam de placas Ethernet para crescer acima de uma certa massa crítica se eles queriam colher os benefícios da sua rede.[carece de fontes?]
De acordo com Metcalfe, a lógica subjacente à venda de placas de rede era de que (1) o custo da rede era diretamente proporcional ao número de placas instaladas, mas (2) o valor da rede era proporcional ao quadrado do número de utilizadores. Isto foi expresso algebricamente como tendo um custo de N, e um valor de N ². Embora os números reais por trás desta definição nunca fossem reais, o conceito permitiu que os clientes partilhassem o acesso a recursos caros, tais como unidades de disco e impressoras, enviar correio eletrônico e aceder à Internet.[carece de fontes?]
Rod Beckstrom apresentou um modelo matemático para descrever as redes que estão num estado de efeito de rede positivo em BlackHat e Defcon em 2009, apresentando também o "efeito de rede inversa" com um modelo económico para a definir.[carece de fontes?]

## Benefícios
Os efeitos de rede tornam-se significativos depois de alcançada uma certa percentagem de assinaturas, a chamada massa crítica. No ponto de massa crítica, o valor obtido a partir do bem ou serviço é maior ou igual ao preço pago por esse bem ou serviço. Como o valor do bem é determinado pela base de utilizadores, isso implica que depois de um certo número de pessoas subscreverem o serviço ou comprarem o bem, mais pessoas vão subscrever o serviço ou adquirir o bem por um valor que excede o preço.
Uma preocupação-chave dos negócios deve, então, ser a forma de atrair utilizadores antes de atingir a massa crítica. Uma forma é contar com a motivação extrínseca, como um pagamento, uma dispensa de taxa, ou um pedido de amigos para se inscrever. Uma estratégia mais natural é a de construir um sistema que tem valor suficiente, sem os efeitos de rede, pelo menos para os primeiros subscritores. Então, como o número de utilizadores aumenta, o sistema torna-se ainda mais valioso e é capaz de atrair uma ampla base de utilizadores.
Além de massa crítica, o aumento do número de assinantes em geral não pode continuar indefinidamente. Depois de um certo ponto, a maioria das redes tornam-se congestionadas ou saturadas, suspendendo uma futura captação. O congestionamento ocorre devido ao uso excessivo. A analogia aplicável é a de uma rede telefónica. Enquanto o número de utilizadores está abaixo do ponto de congestionamento, cada utilizador adicional acrescenta valor adicional para cada outro cliente. No entanto, em algum momento da adição de mais um utilizador excede a capacidade do sistema existente. Após este ponto, cada utilizador adicional diminui o valor obtido por todos os outros utilizadores. Em termos práticos, cada cliente adicional aumenta a carga total do sistema, levando a sinais de ocupado, a incapacidade de obter um tom de ligação e suporte ao cliente pobre. O próximo ponto crítico é que o valor obtido novamente é igual ao preço pago. A rede deixa de crescer neste ponto e o sistema tem de ser aumentado. O ponto de congestionamento pode ser maior do que o tamanho de mercado. Novos modelos tecnológicos ponto-a-ponto desafiam sempre um congestionamento. Ponto-a-ponto, ou "sistemas P2P”, são redes projetadas para distribuir a carga entre a área do utilizador. Isso permite às verdadeiras redes P2P aumentarem indefinidamente, pelo menos a nível teórico. O Skype, serviço P2P baseado em redes telefónicas, beneficia muito com este efeito (apesar da saturação do mercado que ainda irá ocorrer).
Os efeitos de rede são comumente confundidos com economias de escala, que resultam da dimensão do negócio, em vez de interoperabilidade. Para ajudar a esclarecer a distinção as pessoas falam do lado da procura vs economias do lado da oferta de escala. Economias de escala são clássicas no lado da produção, enquanto que os efeitos de rede surgem do lado da procura. Também são confundidos com economias de escopo.
O efeito de rede tem muitas semelhanças com a descrição do fenómeno em reforçar laços de feedback positivo descrito na dinâmica do sistema. A dinâmica do sistema poderia ser usada como um método de modelação para descrever fenómenos como a palavra da boca e modelo Bass de marketing.

## Ciclo de vida da Tecnologia
Se alguma tecnologia existente ou empresa cujos benefícios são em grande parte com base em efeitos de rede, começa a perder quota de mercado contra um adversário com uma tecnologia de rutura ou de competição baseada em padrões abertos. Os benefícios dos efeitos de rede irão reduzir para o titular e aumentar para o adversário. Neste modelo, chegou um alerta no qual os efeitos de rede do adversário dominam os do titular anterior, e o titular é forçado a uma queda acelerada, enquanto o adversário toma a posição de ex do operador histórico.[carece de fontes?]

## Retenção
Sem surpresa, a economia de rede tornou-se um tema importante após a difusão da Internet na academia. A maioria das pessoas só conhece de lei de Metcalfe como parte de efeitos de rede. Os efeitos de rede são conhecidos por causar retenção com os exemplos mais citados, que são os produtos da Microsoft e do teclado QWERTY. [4]
A retenção do vendedor pode ser atenuada com a abertura das normas de que os utilizadores dependem, permitindo a concorrência entre as implementações. No entanto, isso não significa a mitigação de toda a indústria de retenção para o padrão em si. De fato, como já há vários fornecedores de condução para baixar o preço e aumentar a qualidade, os utilizadores estão mais propensos a adotar o padrão, criando assim maior retenção da indústria para o padrão.

## Tipos de efeitos de rede
Existem muitas formas de classificar os efeitos de rede. Uma segmentação popular vê os efeitos de rede como sendo de quatro tipos:[carece de fontes?]
- Efeitos de dois lados da rede: um aumento no uso de um conjunto de utilizadores aumenta o valor e a participação de um conjunto complementar e distinta de utilizadores, e vice-versa.  Um exemplo é a escolha para programadores de código para um sistema operativo com muitos utilizadores, optando por adotar um sistema operativo com muitos programadores. Este é um caso especial de um mercado de dois lados.
- Efeitos de rede diretos: um aumento no uso leva a um aumento direto de valor para outros utilizadores. Por exemplo, sistemas telefónicos, aparelhos de telefacssímile e redes sociais implicam contato direto entre os utilizadores.  Nos dois lados das redes, um efeito de rede direto é chamado de efeito de rede do mesmo lado. Um exemplo são os jogadores em linha que se beneficiam da participação de outros jogadores de forma distinta de como se beneficiam dos programadores de jogos.
- Efeitos de rede indiretos: um aumento do uso de um produto ou de rede aumenta o valor de um produto complementar ou de rede, o qual por sua vez pode aumentar o valor do original. Exemplos de bens complementares incluem software (como o MS Office para sistemas operativos) e DVDs (para leitores de DVD). É por isso que o MS Windows e o GNU/Linux não podem competir apenas pelos utilizadores, mas também pelos programadores de software. Este é o chamado Efeito de rede cruzada a fim de distinguir benefícios da rede que cruzam mercados distintos.
- Efeitos de rede locais: A estrutura de uma rede social subjacente afeta quem beneficia com quem. Por exemplo, uma boa exibição de efeitos de rede locais acontece quando, em vez de ser influenciado por um aumento do tamanho da base de um produto de utilizador, em geral, cada consumidor é influenciado diretamente pelas decisões de apenas um subconjunto tipicamente pequeno de outros consumidores, por exemplo, aqueles em que ele ou ela está "ligado" através de uma rede social subjacente ou de negócios. As mensagens instantâneas são um exemplo de um produto que exibe efeitos de rede locais.

Além disso, existem duas fontes de valor económico que são relevantes para uma análise de produtos que exibem efeitos de rede:[carece de fontes?]
- O valor inerente: derivo o valor do meu uso do produto
- O valor da rede: derivo o valor do uso do produto por outras pessoas

## Efeitos de rede negativos
Existem efeitos de rede negativos além da retenção:
• O congestionamento ocorre quando a eficiência de uma rede diminui à medida que mais pessoas a utilizam, e isso reduz o valor das pessoas que já a utilizam. O congestionamento de tráfego que sobrecarrega a rede e o congestionamento da rede ao longo da largura de banda limitada exibem externalidades de rede negativas.

## Interoperabilidade: padrões fechados versus padrões abertos
Em tecnologias de comunicação e informação, padrões abertos e interfaces são muitas vezes desenvolvidos com a participação de várias empresas e geralmente são entendidos para fornecer o benefício mútuo. Mas nos casos em que os protocolos de comunicação relevantes ou interfaces são padrões fechados, o efeito de rede pode dar à empresa o controlo dos padrões de poder de monopólio. A empresa Microsoft é largamente vista pelos profissionais de Informática como capaz de manter seu monopólio assim. Observar o método que a Microsoft usa para colocar o efeito de rede para sua própria vantagem é chamado de abraçar, estender e extinguir.[carece de fontes?]
A Mirabilis é uma empresa israelita de inicialização que foi pioneira nas mensagens instantâneas (IM) e foi comprada pela America Online. Por doar o seu produto ICQ para a interoperabilidade livre e prevenção entre o seu software cliente e outros produtos, eles foram capazes de dominar temporariamente o mercado de mensagens instantâneas. Por causa do efeito de rede, os novos utilizadores de mensagens instantâneas ganharam muito mais valor, optando por usar o sistema de Mirabilis (e juntarem-se à sua vasta rede de utilizadores) em vez de utilizar um sistema concorrente. Como era típico para a época, a empresa nunca fez qualquer tentativa de gerar lucros a partir da sua posição dominante antes de ser vendida.[carece de fontes?]

## Exemplos

### Intercâmbios financeiros
As bolsas de valores e bolsas de derivados apresentam um efeito de rede. A liquidez de mercado é um dos principais determinantes do custo de transação na venda ou compra de um título, como o lucro de um pedido de licitação existe entre o preço a que uma compra pode ser feita em relação ao preço a que a venda do mesmo título pode ser feita. Como existe um aumento do número de compradores e vendedores num câmbio, há um aumento de liquidez e uma diminuição dos custos de transação. Isso atrai um maior número de compradores e vendedores para a troca. Ver, por exemplo, o trabalho de Steve Wunsch (1999) [10].
A vantagem da rede de intercâmbios financeiros é evidente na dificuldade que têm na troca de inicialização desalojando uma troca dominante. Por exemplo, a Chicago Board of Trade manteve um domínio esmagador da negociação de futuros de obrigações do Tesouro dos EUA, apesar do arranque do Eurex comercial dos EUA de contratos idênticos futuros. Da mesma forma, a Chicago Mercantile Exchange tem mantido uma posição dominante na negociação de futuros de taxas de juros, apesar da Eurobonds ser um desafio da Euronext.liffe.

### Software
Há efeitos de rede muito fortes que operam no mercado para software de computador.[carece de fontes?]
Tome-se, por exemplo, o Microsoft Office. Para muitas pessoas que escolhem aplicações de escritório, as considerações principais estão relacionadas com o que foi aprendido de valioso sobre estas aplicações, que irá revelar aos potenciais empregadores, e como o software interage com outros utilizadores. Isto é, como aprender a usar aplicações de escritório demora muitas horas, eles querem investir esse tempo no trabalho com aplicações de escritório que irá torná-los mais atraentes para os potenciais empregadores (ou clientes de consultoria, etc), e também ser capaz de partilhar documentos. Além disso, um exemplo de um efeito de rede indireta, neste caso, é a semelhança notável em interfaces de utilizador e menus de operabilidade de novos tipos de software – desde que a similaridade se traduza diretamente em menos tempo gasto na aprendizagem de novos ambientes e aceitação, portanto, potencialmente maior e adoção destes produtos.[carece de fontes?]
Da mesma forma, encontrar funcionários já treinados é uma grande preocupação para os empregadores, na decisão da aplicação de escritório para comprar ou padronizar. A falta de multi-plataformas de interface do utilizador resulta na situação em que uma empresa controla quase 100% do mercado.[carece de fontes?]
O Microsoft Windows é mais um exemplo do efeito de rede. A vantagem mais propalada do Windows, e muito divulgada pela Microsoft, é que o Windows é compatível com a maior variedade de equipamentos e programas. Embora esta afirmação seja justificada, é na realidade o resultado do efeito de rede: os fornecedores de equipamentos e programas têm de assegurar que os seus produtos são compatíveis com o Windows, a fim de ter acesso ao grande mercado de utilizadoress do Windows. Assim, o Windows é popular porque é bem suportado, mas é bem suportado porque é popular.[carece de fontes?]
No entanto, os efeitos de rede não precisam levar ao domínio do mercado por uma empresa quando existem normas que permitem múltiplas empresas para interoperar, permitindo assim que as externalidades de rede beneficiem todo o mercado. Isto é verdade para o caso dos equipamentos de computação pessoal, onde há grandes pressões do mercado para interoperar com as normas preexistentes, mas em que nenhuma firma domina no mercado. Além disso, é verdadeiro para o desenvolvimento de aplicações de software empresarial, onde a Internet (HTTP), bases de dados (SQL), e para um grau moderado, linhas orientadas a serviços de mensagens (SOA) tornaram-se interfaces comuns. Mais acima na cadeia de desenvolvimento existem efeitos de rede, bem como em plataformas de linguagem de base de retorno (JVM, CLR, LLVM), modelos de programação (FP, OOP) e idiomas próprios.[carece de fontes?]

### Telecomunicações
O mesmo se aplica para o mercado de serviços de longa distância de telefone dentro dos Estados Unidos. Na verdade, a existência desses tipos de redes desencoraja o domínio do mercado por uma empresa, uma vez que cria pressões que trabalham contra uma empresa que tentar estabelecer um protocolo proprietário ou até mesmo distinguir-se por meio da diferenciação do produto.[carece de fontes?]

### Sítios Web
Muitos sítios Web também apresentam um efeito de rede. Exemplo disso são os sítios de comércio eletrónico e de intercâmbio, na medida em que o valor de mercado para um novo utilizador é proporcional ao número de outros utilizadores no mercado. Por exemplo, o eBay não seria um local particularmente útil se os leilões não fossem competitivos. No entanto, como o número de utilizadores cresce no eBay, os leilões tornam-se mais competitivos, inflacionando os preços dos lances. Isto torna mais vantajosas as vendas no eBay e traz mais vendedores ao próprio sítio Web, o que impulsiona os preços para baixo novamente. O número de vendedores aumenta com o aumento de clientes no eBay, porque há mais produtos a ser vendidos que as pessoas querem. Essencialmente, como o número de utilizadores do sítio Web cresce, os preços caem e aumenta a oferta, e mais e mais pessoas encontram utilidade para o sítio Web.[carece de fontes?]
A enciclopédia colaborativa Wikipedia também beneficia de um efeito de rede. A teoria é que, como o número de editores cresce, a qualidade da informação no sítio da melhora, incentivando mais utilizadores a transformá-lo como uma fonte de informação. Alguns dos novos utilizadores, por sua vez, tornam-se editores, dando continuidade ao processo.[carece de fontes?]
Os sítios de redes sociais também são bons exemplos. Quanto mais pessoas se registarem numa rede social, mais útil se torna aos seus utilizadores.[carece de fontes?]
Por outro lado, o valor de um sítio Web de notícias é, no essencial, proporcional à qualidade dos artigos, e não ao número de pessoas que o utilizam. Da mesma forma, a primeira geração de sítios Web de pesquisa experimentaram um reduzido efeito de rede, como o valor do sítio foi baseado no valor dos resultados da pesquisa. Isso permitiu ao Google conquistar os utilizadores longe do Yahoo! sem muita dificuldade, uma vez que eles acreditaram que os resultados de pesquisa do Google eram superiores. Alguns comentadores pensaram que o valor da marca Yahoo! (que aumenta quanto mais pessoas souberem disso) com o efeito de rede protegiam o seu negócio de publicidade.[carece de fontes?]
A Internet Alexa utiliza uma tecnologia que rastreia padrões de navegação dos utilizadores, melhorando desta forma os resultados dos sítios Alexa com mais pessoas que utilizam a tecnologia. A rede Alexa baseia-se fortemente num pequeno número de relações do navegador, o que a torna mais vulnerável à concorrência.[carece de fontes?]
A Google também tentou criar um efeito de rede no seu negócio de publicidade com o serviço AdSense.  O Google AdSense coloca anúncios em muitos sítios pequenos, tais como blogs, usando a própria tecnologia para determinar quais os anúncios relevantes para os blogs. Assim, o serviço parece apontar para servir como uma troca (ou como rede de anúncios) para combinar muitos anunciantes com muitos sítios pequenos. Em geral, quanto mais blogs do Google AdSense existirem, mais anunciantes vão atrair, tornando-se a opção mais vantajosa para mais blogs, e assim por diante, tornando a rede mais valiosa para todos os participantes.[carece de fontes?]
Os efeitos de rede foram usados como justificação para alguns dos modelos de negócio ponto.com no final de 1990. Essas empresas operaram sob a crença de que, quando um novo mercado que contém fortes efeitos de rede surge, as empresas devem preocupar-se mais com a rentabilização da sua quota de mercado crescente.  Isso porque se acreditava que a quota de mercado iria determinar qual a empresa que poderia estabelecer padrões técnicos e de marketing e, assim, determinar a base da futura concorrência.[carece de fontes?]

### Bitola
Existem fortes efeitos de rede para a escolha inicial da bitola de linhas férreas, e em decisões de calibre de conversão. Mesmo quando se colocam linhas isoladas que não estão ligadas a quaisquer outras linhas, as camadas de pista geralmente escolhem uma bitola padrão, de modo que elas possam usar material circulante fora do padrão. Embora alguns fabricantes façam material circulante que se pode ajustar a bitolas diferentes, a maioria dos fabricantes fazem material circulante que só funciona com uma das bitolas padrão.[carece de fontes?]